# Gordon Cooper

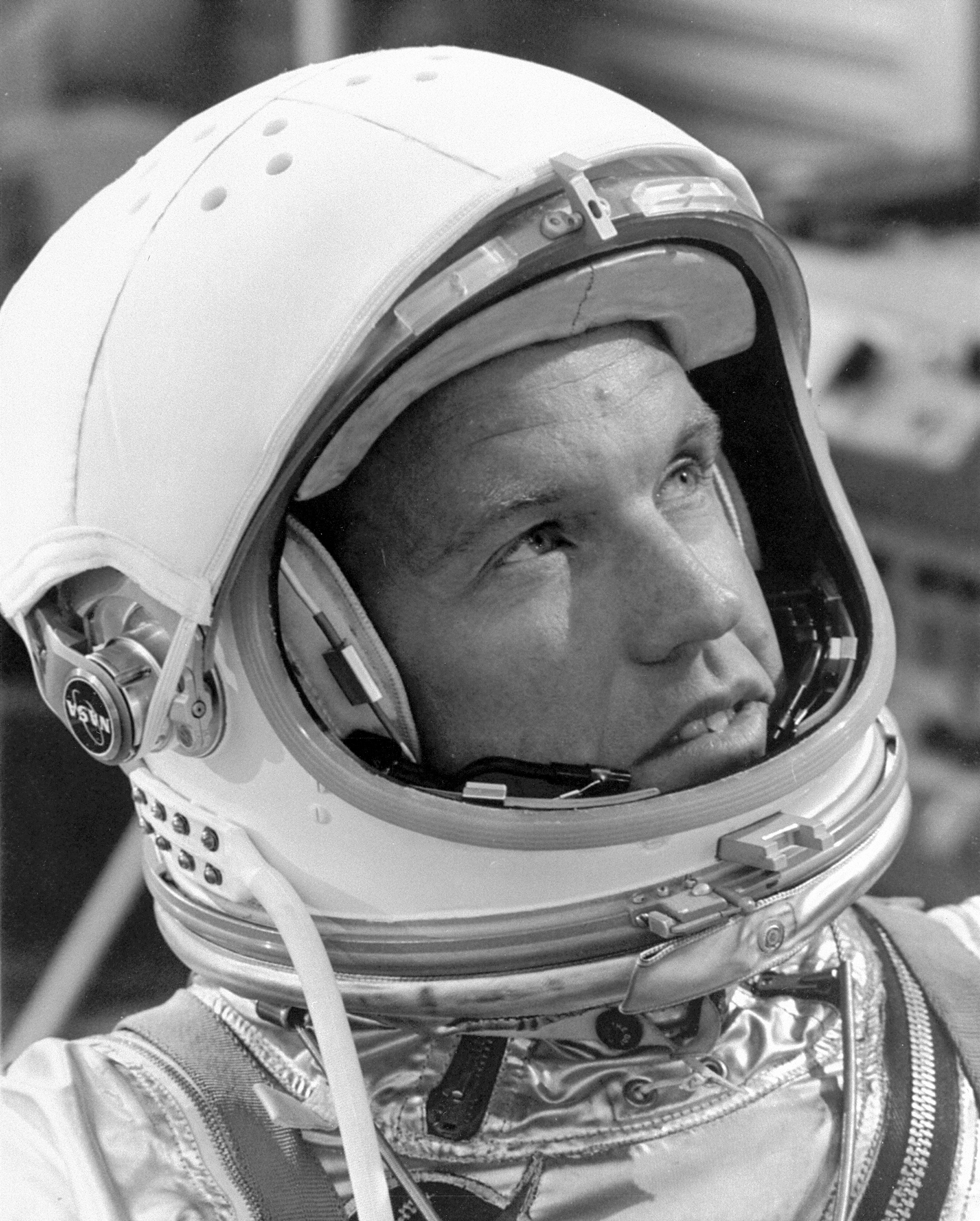
Leroy Gordon Cooper met helm

Leroy Gordon (Gordo) Cooper Jr. (Shawnee (Oklahoma), 6 maart 1927 – Ventura (Californië), 4 oktober 2004) was een Amerikaanse ruimtevaarder die vloog aan boord van de Mercury MA-9 en de Gemini 5.

## Biografie
Coopers ouders waren Leroy Gordon Cooper Sr. en Hattie Lee (Herd) Cooper. Hij volgde basisonderwijs en voortgezet onderwijs in Shawnee, Oklahoma en Murray, Kentucky. Daarna studeerde hij aan de University of Hawai'i en de University of Maryland.
In 1945 trad Cooper toe tot het United States Marine Corps dat hij in 1946 weer verliet. In 1949 werd hij officier bij de United States Air Force en startte hij met zijn vliegopleiding. Van 1950 tot 1954 was hij gestationeerd in Duitsland. Van 1956 tot 1957 studeerde hij aan de U.S. Air Force Institute of Technology. Van 1957 to 1959 diende hij als testpiloot bij het Air Force Flight Test Center op Edwards Air Force Base in Californië. Cooper heeft 7000 uur vliegervaring, waarvan 4000 uur in straalvliegtuigen.
In april 1959 werd hij samen met zes andere testpiloten door NASA geselecteerd voor de Mercury Seven, de ruimtevaarders die de eerste Amerikaanse bemande ruimtevluchten moesten uitvoeren in het kader van het Mercury-programma.
Cooper werd op 15 mei 1963 voor zijn eerste ruimtevlucht gelanceerd aan boord van de Mercury MA-9 (Faith 7). Dit was de zesde en laatste bemande ruimtevlucht in het kader van het Amerikaanse Mercury-project. Tijdens deze vlucht van ruim 2 dagen en 10 uur maakte Cooper 22 omwentelingen om de aarde. Tijdens de laatste omwentelingen trad een aantal technische storingen op, maar Cooper slaagde erin een perfecte landing uit te voeren.
Cooper was reservepiloot voor de Mercury MA-10, die in oktober 1963 gelanceerd zou worden met Alan Shepard aan boord. Deze vlucht ging echter niet door. Shepard was in de tussentijd medisch afgekeurd, dus als de vlucht door was gegaan dan zou dat met Cooper als bemanning zijn geweest.
Cooper werd op 21 augustus 1965 voor zijn tweede en laatste ruimtevlucht gelanceerd. Hij was gezagvoerder aan boord van de Gemini 5, piloot was Charles Conrad. Cooper werd hierdoor de eerste mens die voor de tweede keer in een baan om de aarde vloog. Tijdens deze vlucht werden diverse nieuwe technieken en systemen getest. Tevens gaf Gemini 5 voor het eerst de Verenigde Staten het duurrecord voor bemande ruimtevluchten in handen: de vlucht duurde acht dagen (de termijn die nodig zou zijn voor een maanvlucht). Tot dan toe hadden de Russen met vijf dagen het record in handen, terwijl de langste Amerikaanse vlucht vier dagen had geduurd.
Tijdens zijn verblijf in de ruimte voerde Cooper op 29 augustus 1965 een uniek telefoongesprek met zijn ex-collega Scott Carpenter, die zich als diepzeeonderzoeker aan boord van het Sealab diep in de Stille Oceaan bevond, dezelfde oceaan waarin Cooper in zijn capsule enkele dagen later op aarde zou terugkeren.
Cooper was gezagvoerder van de reservebemanning voor Gemini 12, die op 11 november 1966 werd gelanceerd met aan boord Jim Lovell en Buzz Aldrin. Hij was tevens gezagvoerder van de reservebemanning voor Apollo 10, die op 18 mei 1969 werd gelanceerd met aan boord Thomas Stafford, Eugene Cernan en John Young.
Cooper verliet NASA en de Amerikaanse luchtmacht op 31 juli 1970.
De lijst van functies die Cooper naast en na afloop van zijn carrière als ruimtevaarder bekleedde, heeft een indrukwekkende lengte en variatie. Hij was onder andere actief in de racerij (zowel op de weg als op het water), en heeft archeologisch onderzoek gedaan.
Cooper trouwde op 29 augustus 1947 met Trudy B. Olson uit Seattle, Washington. Ze kregen vier dochters en zijn daarna gescheiden. Cooper trouwde op 6 mei 1972 voor de tweede keer, met Susan Taylor. Ze kregen twee dochters.
In mei 2012 werd er een commerciële raket de ruimte in gestuurd. Deze raket bracht spullen naar het ISS. Naast deze spullen liet deze ook een blik met de as van 300 overleden personen tijdens de vlucht los, waaronder ook de as van deze overleden astronaut.

## Ufo's
Cooper heeft beweerd in 1951 ufo's te hebben waargenomen tijdens een van zijn testvluchten als piloot. Hij omschreef de objecten als "niet aards", met snelheden die zelfs in de huidige tijd niet haalbaar zijn. Hij zag verschillende objecten klein en groot. Zes jaar later werd een landing van een schotelvormige ufo gefilmd door een cameraploeg op Edwards AFB. De beelden hiervan zijn nooit meer teruggevonden.